# دستجرد (كتشو)
دستجرد (بالفارسية: دستجرد) هي قرية تقع في إيران في قسم کتشو الريفي. يقدر عدد سكانها بـ 22 نسمة بحسب إحصاء 2016.